# Cearanthes fuscoviolacea
Cearanthes fuscoviolacea är en amaryllisväxtart som beskrevs av Pierfelice Ravenna. Cearanthes fuscoviolacea ingår i släktet Cearanthes och familjen amaryllisväxter. Inga underarter finns listade i Catalogue of Life.